# M/S Sunnanvik
M/S Sunnanvik är ett bulkfartyg avsett för transport av cement. Det byggdes 1978 av J.J. Sietas Schiffswerft, Hamburg-Neunfelde, Tyskland, och levererades samma år till Cementa AB. Fartyget har sedan dess haft Slite som hemmahamn. Fartyget såldes 2005 till Torvald Klaveness & Co A/S, Norge, men seglar fortfarande under svensk flagg.